# Ивейн
Иве́йн, или Ивэ́йн (фр. Yvain ou le Chevalier au lion) — рыцарь Льва, герой средневекового романа «Ивэйн, или Рыцарь со львом» (Li romans dou chevaliers au lyon), принадлежащего перу известного Кретьена де Труа, пользовавшегося народными бретонскими рассказами.
Ивейн, или Ивайн — то же лицо, что Овен, или Овайн, сын Уриена и Морганы, в бретонских литературных памятниках, и Iventus Uriani filius латинских летописей. Он упоминается и в старо-французских фабльо и лэ.
В некоторых вариантах романа отцом Овейна назван Максен Вледиг, в котором видят командующего римскими легионами в Кельтике Максима Магнуса (383—388 гг.), поднявшего восстание против императора Феодосия и провозгласившего себя императором Британии, Галлии и Испании.